# Noia
Noia település Spanyolországban, A Coruña tartományban. Noia Porto do Son, Lousame, Brión és Outes községekkel határos. Lakosainak száma 14 092 fő (2024).

## Népesség
A település népessége az utóbbi években az alábbiak szerint változott:
| Lakosok száma | 14 410 | 14 481 | 14 702 | 14 970 | 14 876 | 14 571 | 14 337 | 14 263 | 14 240 | 14 092 |
|               | 2001   | 2004   | 2006   | 2009   | 2011   | 2014   | 2016   | 2019   | 2021   | 2024   |